# Pat Partridge
Patrick „Pat“ Partridge BEM (* 30. Juni 1933 in Billingham; † 31. Oktober 2014 in Cockfield) war ein englischer Fußballschiedsrichter. 

## Sportlicher Werdegang
Partridge leitete ab 1958 Spiele in der Northern Football League im Non-League football. Nachdem er ab 1965 als Linienrichter in der Football League eingesetzt worden war, rückte er dort im folgenden Jahr zum Spielleiter auf und wurde ab 1967 in der First Division eingesetzt. 1971 rückte er zum FIFA-Schiedsrichter auf, ehe er 1981 seine Karriere beendete.
Seinen ersten bedeutenden Einsatz auf internationaler Ebene verzeichnete Partridge als Linienrichter, als er John Taylor im Endspiel um den Europapokal der Landesmeister 1970/71 zwischen dem von Rinus Michels trainierten Ajax Amsterdam und Panathinaikos Athen unter Anleitung von Ferenc Puskás im „heimischen“ Wembley-Stadion unterstützte. Ebenfalls in Wembley leitete er das Finalspiel im FA Cup 1974/75, bei dem sich West Ham United in einem Londoner Stadtderby gegen den FC Fulham dank zweier Treffer von Alan Taylor mit einem 2:0-Sieg durchsetzte. Im Rückspiel um den Weltpokal standen sich im Dezember 1976 Cruzeiro Belo Horizonte und der FC Bayern München unter seiner Leitung gegenüber, nach einem 2:0-Hinspielsieg bedeutete das torlose Remis den Triumph des deutschen Klubs. Im folgenden Jahr pfiff er das Endspiel zwischen dem Hamburger SV und RSC Anderlecht, das im Olympiastadion Amsterdam ebenfalls zugunsten des deutschen Klubs endete.
Im League Cup 1977/78 leitete Partridge das erste Finale sowie das nach 0:0-Remis notwendige Wiederholungsspiel, in dem John Robertson per von Patridge gegebenem Strafstoß Nottingham Forest zum Titelgewinn gegen den FC Liverpool schoss. Im selben Jahr nahm er an der WM-Endrunde 1978 teil, wo er das Duell zwischen Peru und Polen (0:1 durch einen Treffer von Andrzej Szarmach) leitete sowie bei zwei weiteren Partien als Linienrichter unterstützte. Zwei Jahre später gehörte er zu den Schiedsrichtern bei der EM-Endrunde 1980. Im Halbfinale des Europapokals der Pokalsieger 1980/81 hatte er einen seiner letzten internationalen Auftritte, als er das Rückspiel zwischen dem FC Carl Zeiss Jena und Benfica Lissabon leitete. Trotz 0:1-Niederlage erreichte der DDR-Vertreter das Endspiel.
Hauptberuflich war Partridge in der Landwirtschaft tätig. Seit Mitte der 1970er Jahre betrieb er einen Bauernhof in Cockfield, wo er später starb.